# Alina Eremia
Alina Eremia (n. 15 decembrie 1993, Buftea, București, România) este o actriță de televiziune și cântăreață română, participantă la Junior Eurovision Song Contest in 2005, membră a formației Lala Band, cunoscută pentru evoluția din serialul muzical Pariu cu viața, difuzat pe postul de televiziune Pro TV  și pentru telenovela românească O nouă viață, difuzată pe postul Acasă TV.

## Copilăria și debutul
Alina Eremia s-a născut la 15 decembrie 1993 în Buftea. Părinții ei sunt Daniela și Nicușor Eremia. Are un frate mai mic, Mircea.
A fost elevă a Colegiului Național George Coșbuc, profil uman, secția filologie, bilingv engleză. A promovat examenul de bacalureat cu media 8.96, obținând punctajul maxim la sociologie. În 2013 a fost admisă la UNATC, cu media 9.55.
A debutat în muzică la vârsta de 5 ani, după ce părinții i-au remarcat talentul. Primul concurs la care a participat a fost "Abracadabra", unde a obținut premiul 3. Au urmat multe altele, printre cele mai importante numărându-se locul 5 la Eurovision Junior în 2005 cu melodia Țurai.

## Cariera

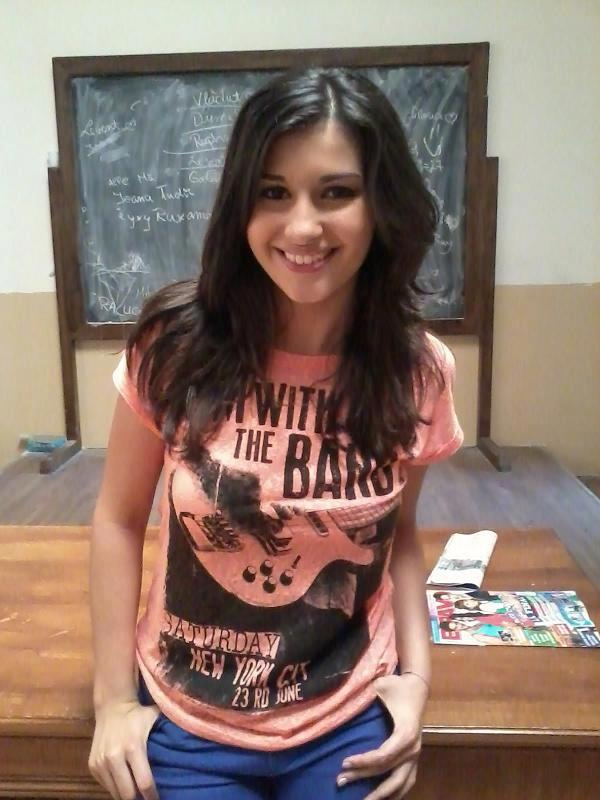
Alina Eremia, 2012

În februarie 2011, urmând sfatul mamei sale, a participat la un casting organizat de MediaPro Pictures, în urma căruia a fost distribuită în rolul Ioanei Anghel (Pariu cu viața).
În urma castingului amintit mai sus a intrat și în trupa Lala Band, alături de care a atins performanțe greu de egalat. 5 albume de studio, discul de aur pentru „Cel mai bine vândut album al anului 2012” , 4 turnee naționale, peste 150 de ore de muzică live, peste 150.000 de fani veniți la concerte pentru a-și vedea idolii.
Cariera solo și-a început-o cu melodia „With or without you”, o colaborare cu Mister Z. Contrar așteptărilor, piesa nu a prins la public, urmând ca Alina să cunoască succesul separat de trupa care a consacrat-o în aprilie 2013.„Tu ești vara mea”, compusă de Adrian Sînă , a fost difuzată toată vara non-stop pe radiourile importante românești, refrenul ei fiind fredonat de mii de tineri. Videoclipul a fost filmat la "Gura Portiței", iar în mai puțin de două săptămâni a strâns un milion de vizualizări pe Youtube. Au urmat „În dreapta ta”  cu Vescan și „Cum se face”, single-uri ce s-au bucurat de un succes care depășește cu mult „Tu ești vara mea”. Ambele reprezintă rodul colaborării cu "Scandalos Music/ MusicExpertCompany" și i-au adus notorietatea pe piața muzicală autohtonă. Alina Eremia a mai înregistrat melodiile „Cum se face” și „Când luminile se sting” în anul 2014, iar în 2015 „Played You”, pe data de 20 aprilie. Toate melodiile au fost lansate prin casa de discuri MediaPro Music.
Odată cu lansarea single-ului „Out of my mind” în colaborare cu americanul Novaspace, Alina Eremia a anunțat lansarea primului său album, intitulat „360”..
În 2019, Eremia a început colaborarea cu casa de discuri Global Records 

## Discografie
Albume
- 360 (2017)
- Déjà Vu (2021)

EP
- Show Must Go On (Live) (2021)
- Metamorphosis (2023)
- OH, NO! (2023)
- Radical din doi (2024)
- Antifragil (2024)

## Filmografie

### Film
| Anul | Titlu                                        | Rol                                        | Note            |
| ---- | -------------------------------------------- | ------------------------------------------ | --------------- |
| 2008 | Pocahontas                                   | Pocahontas (voce pentru dublajul românesc) |                 |
| 2009 | Pocahontas II: Călătorie către Lumea Nouă    | Pocahontas (voce pentru dublajul românesc) |                 |
| 2010 | Frumoasa și Bestia                           | Belle (voce pentru dublajul românesc)      |                 |
| 2010 | Frumoasa și Bestia: Crăciun fermecat         | Belle (voce pentru dublajul românesc)      |                 |
| 2010 | Frumoasa și Bestia: Belle și lumea ei magică | Belle (voce pentru dublajul românesc)      |                 |
| 2012 | Generația LaLa: De la serial la fenomen      | Ea însăși                                  | Film documentar |
| 2015 | Savva: Inimă de războinic                    | Savva (voce pentru dublajul românesc)      |                 |
| 2018 | Lara - Aribelle și mâna destinului           | Sarah                                      |                 |
| 2024 | Ca fetele                                    | Sabina                                     |                 |

### Televiziune
| Anul        | Titlu                               | Rol                                         | Note                          |
| ----------- | ----------------------------------- | ------------------------------------------- | ----------------------------- |
| 2005        | Concursul Muzical Eurovision Junior | Ea însăși                                   | TV Special                    |
| 2006        | Concursul Muzical Eurovision Junior | Ea însăși                                   | TV Special                    |
| 2011 - 2013 | Pariu cu viața                      | Ioana Popa / Ioana Anghel                   | Serial TV difuzat de PRO TV   |
| 2013        | Next Star                           | Ea însăși în calitate de antrenor           | Show TV difuzat de Antena 1   |
| 2014        | Dansează printre stele              | Ea însăși în calitate de concurentă         | Show TV difuzat de Antena 1   |
| 2014        | O nouă viață                        | Ioana Anghel                                | Serial TV difuzat de Acasă TV |
| 2015        | Te cunosc de undeva!                | Ea însăși în calitate de concurentă         | Show TV difuzat de Antena 1   |
| 2016 - 2017 | Next Star                           | Ea însăși în calitate de membru al juriului | Show TV difuzat de Antena 1   |
| 2021        | Masked Singer România               | Lady Panda                                  | Show TV difuzat de PRO TV     |
| 2022        | One True Singer                     | Ea însăși în calitate de membru al juriului | Show TV difuzat de HBO Max    |

## Premii și nominalizări
| Anul | Premiu                                      | Categoria                                  | Laureat                                                                          | Rezultat     | Ref.   |
| ---- | ------------------------------------------- | ------------------------------------------ | -------------------------------------------------------------------------------- | ------------ | ------ |
| 2005 | Golden Cross International Singing Festival | B                                          | Alina Eremia                                                                     | Câștigat     | [ 11 ] |
| 2009 | Premiile muzicale Radio România             | Radio România Junior                       | Alina Eremia                                                                     | Câștigat     | [ 12 ] |
| 2016 | ELLE Style Awards (România)                 | Cel mai bun artist pop                     | Alina Eremia                                                                     | Nominalizare | [ 13 ] |
| 2017 | ELLE Style Awards (România)                 | Cel mai bun artist pop                     | Alina Eremia                                                                     | Nominalizare | [ 14 ] |
| 2018 | ELLE Style Awards (România)                 | Cel mai bun artist pop                     | Alina Eremia                                                                     | Nominalizare | [ 15 ] |
| 2018 | Premiile muzicale Radio România             | Cea mai bună interpretă                    | Alina Eremia                                                                     | Nominalizare | [ 16 ] |
| 2019 | Muz-TV Music Award                          | Cel mai bun cântec într-o limbă străină    | „Love & Lover” (Leonid Rudenko featuring Alina Eremia și Dominique Young Unique) | Nominalizare | [ 17 ] |
| 2020 | The Artist Awards                           | Artistul preferat                          | Alina Eremia                                                                     | Nominalizare | [ 18 ] |
| 2020 | The Artist Awards                           | Cea mai bună colaborare                    | „Din trecut” (The Motans featuring Alina Eremia)                                 | Nominalizare | [ 18 ] |
| 2021 | The Artist Awards                           | Cel mai bun album                          | Déjà Vu                                                                          | Câștigat     | [ 19 ] |
| 2021 | The Artist Awards                           | Cel mai bun videoclip                      | „Noi”                                                                            | Nominalizare | [ 19 ] |
| 2021 | The Artist Awards                           | Cea mai bună interpretare live             | Alina Eremia                                                                     | Nominalizare | [ 19 ] |
| 2021 | The Artist Awards                           | Cea mai bună campanie publicitară a anului | Alina Eremia x Splend'or                                                         | Nominalizare | [ 19 ] |